# Лонки (Нижньосілезьке воєводство)
Лонки (пол. Łąki) — село в Польщі, у гміні Мілич Мілицького повіту Нижньосілезького воєводства.
Населення — 132 особи (2011).
У 1975-1998 роках село належало до Вроцлавського воєводства.

## Демографія
Демографічна структура станом на 31 березня 2011 року:
|          | Загалом | Допрацездатний вік | Працездатний вік | Постпрацездатний вік |
| -------- | ------- | ------------------ | ---------------- | -------------------- |
| Чоловіки | 71      | 14                 | 51               | 6                    |
| Жінки    | 61      | 13                 | 35               | 13                   |
| Разом    | 132     | 27                 | 86               | 19                   |